# Mieczysław Nowicki
Mieczysław Nowicki (n. 26 ianuarie 1951, Piątek⁠(d), voievodatul Łódź, Polonia) este un ciclist polonez, medaliat olimpic. A participat la 2 ediții ale Jocurilor Olimpice (1972, 1976) în care a câștigat o medalie de argint și o medalie de bronz.